# MotoGP (jogo eletrônico de 2006)
MotoGP é um jogo eletrônico do gênero simulador de corrida desenvolvido e publicado pela Namco Bandai Games lançado em 2006 para PlayStation Portable, esse foi o último jogo de MotoGP desenvolvido pela Namco Bandai Games.